# Winterthur
Winterthur (phát âm tiếng Đức: [ˈvɪntɐtuːɐ̯] ⓘ; tiếng Pháp: Winterthour) là một thành phố thuộc Kanton Zürich ở Bắc Thụy Sĩ. Nó là thành phố đông dân nhất thứ 6 với dân số gần 100 ngàn người. Ngày nay Winterthur là một trung tâm công nghệ cao và dịch vụ. Nó cũng thuận tiện vì gần thành phố Zürich, cách khoảng 30 kilômét (19 mi) về phia tây nam, chỉ mất 18  phút bằng đường xe lửa.
Ngôn ngữ chính là tiếng Đức Thụy Sĩ chuẩn, nhưng ngôn ngữ nói chính là tiếng địa phương Đức Thụy Sĩ, mà thường được dân chúnng ở đây gọi tắt là Winti.
Winterthur có tuyến đường thẳng tới Đức và Ý, cũng như tới phi trường Zürich.